# Syzrania
Syzrania es un género de foraminífero bentónico de la familia Syzraniidae, de la superfamilia Robuloidoidea, del suborden Lagenina y del orden Lagenida. Su especie tipo es Syzrania bella. Su rango cronoestratigráfico abarca desde el Moscoviense (Carbonífero medio) hasta el Asseliense (Pérmico inferior).

## Clasificación
Syzrania incluye a las siguientes especies:
- Syzrania amazonica †
- Syzrania bella †
- Syzrania caputoi †
- Syzrania confusa †
- Syzrania embryi †
- Syzrania gigas †
- Syzrania grovesi †
- Syzrania minima †
- Syzrania pseudosamarensis †
- Syzrania pulchra †
- Syzrania raanesensis †
- Syzrania rossica †
- Syzrania varia †